# Medomsley
Medomsley är en by i unparished area Consett, i kommunen Durham i grevskapet Durham, i England. Byn är belägen 19,6 km från Durham. Orten har 1 252 invånare (2015). Medomsley var en civil parish 1869–1937 när blev den en del av Consett och Stanley. Civil parish hade 7 005 invånare år 1931.